# Серра-да-Эштрела (субрегион)
Субрегион Серра-да-Эштрела (порт. Serra da Estrela (subregião)) — экономико-статистический субрегион в центральной Португалии.
Входит в состав Центрального региона.
Включает в себя часть округов Коимбра и Лейрия. Название дано по одноимённому горному хребту, крупнейшему в Континентальной Португалии.
Территория — 872 км². Население — 49896 человек. Плотность населения — 57,2 чел/км².

## География
Субрегион граничит:
- на севере — субрегион Дан-Лафойнш
- на востоке — субрегион Бейра-Интериор-Норте
- на юге — субрегион Кова-да-Бейра
- на западе — субрегион Пиньял-Интериор-Норте

## Муниципалитеты
Субрегион включает в себя 3 муниципалитета округа Гуарда:
- Говейя
- Сейя
- Форнуш-де-Алгодреш